# Kvevlax
Kvevlax (Koivulahti in het Fins) is een kerkdorp in de gemeente Korsholm in Finland, 15 kilometer ten noorden langs de National Road 8 van Vaasa. Kvevlax werd een zelfstandige parochie in 1857 en was een zelfstandige gemeente tot aan de fusie met Korsholm op 1 januari 1973. 
Kvevlax heeft een lagere school, een kleuterschool, een eftis, een atletiekbaan, een voetbalveld, een schaatsbaan, een skibaan en een openluchtgymnastiekzaal. Daarnaast zijn er twee kruidenierswinkels, een bloemist, een bibliotheek, een kapper, een grill, twee bakkerijen, een fitnessruimte en een bank (Kvevlax sparbank).

## Geschiedenis
Kvevlax werd voor het eerst in historische bronnen vermeld in 1440. In die tijd legde Olof Svärd, de tijdelijke Wetgever van Österbotten
(historische provincie), de grens tussen Kvevlax en Veikars vast aan het Mustasaari parochie hof. Of zoals de namen toen werden geschreven: tussen "Koiffuelaxboar" en "Witzekurcku" of "Weickare".
Bij het Kvevlax vliegtuigongeluk in 1961 stortte een DC-3 vliegtuig neer, waarbij 25 mensen om het leven kwamen. De piloten hadden de avond voor de vlucht te veel alcohol gedronken. Dit is het ergste vliegtuigongeluk van Finland.

## Bezienswaardigheden
- Kvevlax kerk, gebouwd in 1692. De kerk heeft een preekstoel uit 1696, terwijl het orgel veel jonger is, aangeschaft in 1975.
- Kvevlax UF werd in 1949 ingehuldigd, maar de jeugdvereniging werd al in 1895 opgericht. Het voormalige UF-gebouw brandde af in de winter van 1940.
- Gedenkteken van het Kvevlax vliegtuigongeluk 1961.
- Moippe village, dat met zijn stenen boerderijen is geclassificeerd als een gebouwde culturele omgeving van nationaal belang.[5]